# Cattedra

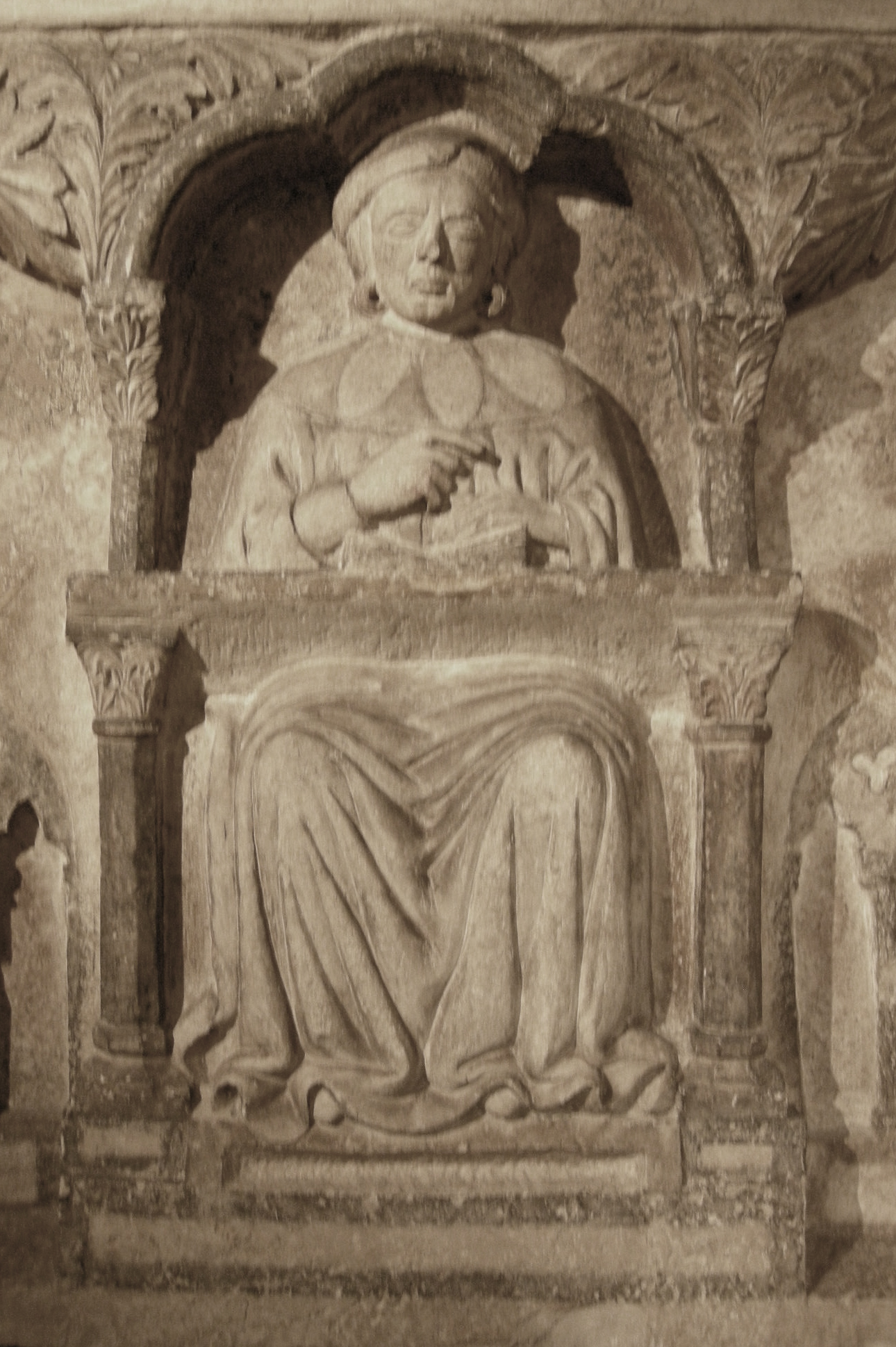
Cattedra scolpita su un sarcofago di un professore dell'Università di Bologna (1346 circa)

Cattedra è un sostantivo che ha assunto vari significati per lo più legati all'esercizio di una funzione di insegnamento e guida.

## Etimologia
Il termine deriva dal greco καθέδρα (leggi cathèdra) attraverso il latino cathĕdra (leggi càthedra), col significato di "luogo su cui ci si siede", cioè "seggio", in riferimento ad una sedia con spalliera e senza braccioli tipicamente usata dai filosofi per tenere le loro lezioni.
Il significato originario di sedia resta in parole regionali derivate dal latino, come la cadrega lombarda e piemontese, la carega veneta, la carrega ligure, la cjadree friulana, o sa cadrea sarda.

## Cattedra vescovile
Nelle Chiese cristiane la cattedra è il trono sul quale siede il vescovo ed è il simbolo della sua potestà e della responsabilità. Da quel luogo infatti il Vescovo presiede l'assemblea liturgica e spiega le Sacre Scritture, rappresentando Cristo stesso.
In senso più ampio "cattedra" indica la funzione di insegnamento del vescovo e del papa; da questo significato di cattedra viene l'espressione latina Ex cathedra, per indicare l'infallibilità pontificia, quando parla come dottore universale.
Essa era posta fin dall'epoca paleocristiana nel mezzo dell'abside delle basiliche, in fondo all'area riservata ai presbìteri, detta presbiterio; la sua posizione corrispondeva a quella del praetor o del quaestor nelle basiliche civili romane,  ed era affiancata dai banchi ove stavano i sacerdoti che assistevano il vescovo, corrispondenti ai posti degli assessori nella basilica civile; detti banchi formavano insieme alla cattedra una struttura  detta synthronon.
La chiesa sede della cattedra è la chiesa madre della diocesi, che dal nome cattedra assunse il nome di cattedrale, intesa come la chiesa che contiene la cattedra vescovile.

## Cattedra universitaria
Con la nascita delle università nel medioevo, i seggi dai quali i professori insegnavano agli scolari erano le “cattedre”, come per i vescovi ed i religiosi.
La cattedra era in una posizione elevata rispetto ai banchi degli studenti al fine di fornire all'insegnante una migliore visione d'insieme della classe, che spesso all'epoca era relativamente grande; per questo spesso veniva utilizzata una piattaforma.
Nel XIX secolo il significato era già ormai traslato agli incarichi didattici dei professori. Tutt'oggi resta in uso questa accezione, anche per docenti non universitari, legata all'insegnamento di una particolare materia (es: Cattedra di diritto privato).
L'artista Hermann Bigelmayr ha costruito una scultura che si basa sul gioco di parole tra sedia e cattedra, di fronte alla Biblioteca dell'Università di Weimar, una grande scultura di plastica intitolata Lehrstuhl – leerer Stuhl ("Cattedra - sedia vuota"): l'opera d'arte di 20 tonnellate fa accenno all'università come istituto di insegnamento da una parte, ed al posto a sedere della sedia, comune nelle sale di lettura e nelle biblioteche.

## La cattedra moderna come "scrivania"
Il termine di cattedra dell'insegnante, che semmai sarebbe dovuto applicarsi alla sua sedia, passò poi ad indicare l'arredo più tipico che separa il docente dagli alunni: una scrivania o tavolo, più grande dei banchi degli studenti, dal quale vengono impartite le lezioni.
Per garantire l'ascolto e la visione del docente, la cattedra è di solito collocata in posizione opposta ai banchi, rivolta verso questi ultimi, e si può trovare rialzata su una predella.